# Каллас, Кая
Ка́я Ка́ллас (эст. Kaja Kallas [ˈkɑjɑ ˈkɑlːɑs], в замужестве (2002—2006) — Лейгер (эст. Leiger); род. 18 июня 1977, Таллин, Эстонская ССР, СССР) — эстонский юрист, политический и государственный деятель. Председатель Партии реформ (2018–2024). Верховный представитель Союза по иностранным делам и политике безопасности с 1 декабря 2024 года. В прошлом —  премьер-министр Эстонии (2021—2024), депутат Европейского парламента в составе «Альянса либералов и демократов за Европу» (2014—2018), депутат Рийгикогу (парламента Эстонии) (2011—2014, 2019—2021).

## Биография

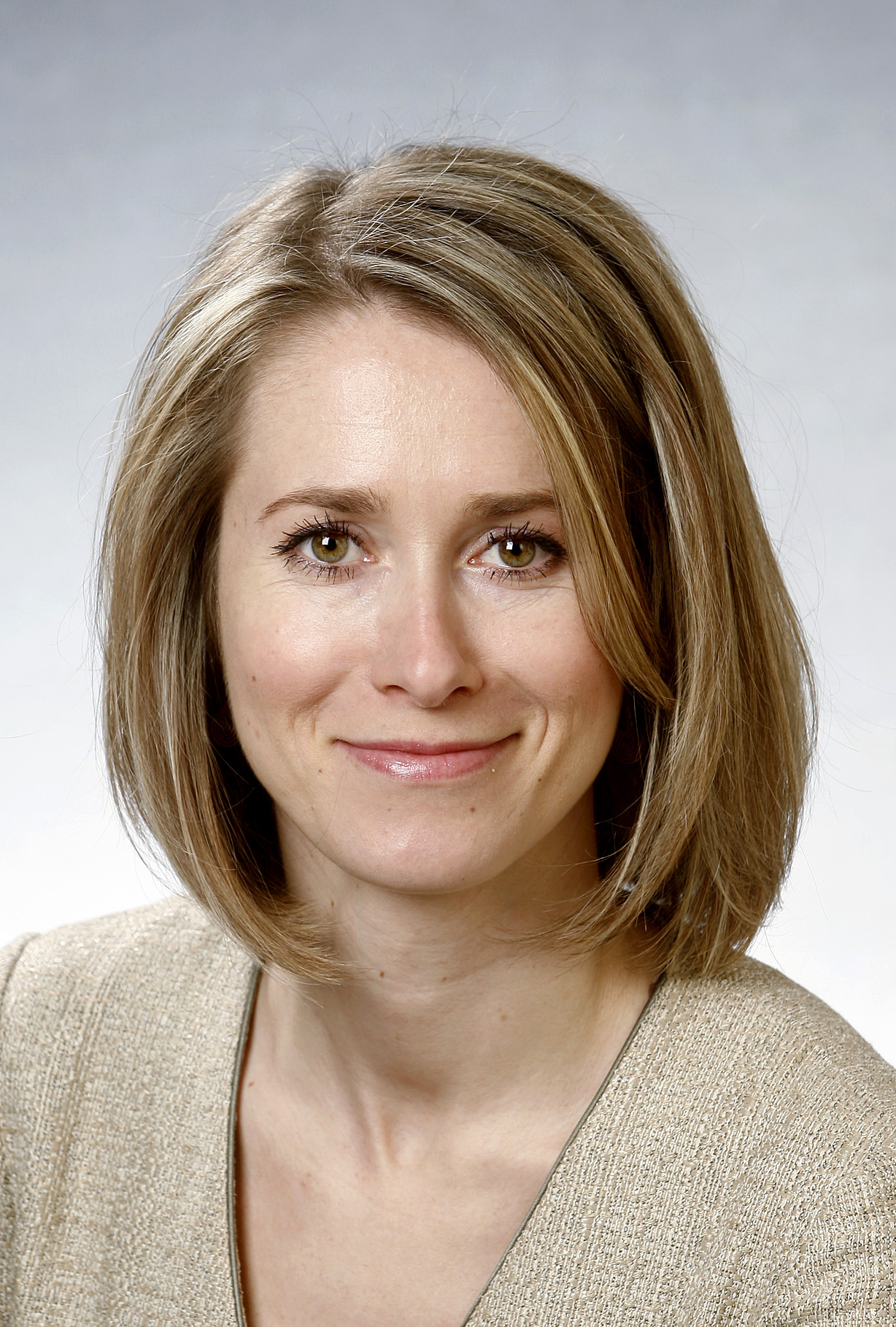
Кая Каллас в 2011 году

Родилась 18 июня 1977 года в Таллине. Отец — Сийм Каллас, член КПСС в 1972—1990 годах и директор эстонского республиканского отделения Сбербанка СССР в 1979—1986 годах, затем председатель Партии реформ и вице-президент Европейской комиссии (2004—2014). Мать — врач Кристи Каллас, в девичестве Картус (эст. Kartus). Будущую мать Каи в шестимесячном возрасте вместе с мамой и бабушкой отправили в Сибирь, в Красноярский край в вагоне-«теплушке» в ходе массовой депортации в марте 1949 года, как семью члена эстонского военного формирования «Омакайтсе», сотрудничавшего с нацистской Германией (члены «Омакайтсе» занимались уничтожением евреев, сторонников советской власти (коммунистов), несли караульную службу в концлагерях и т.д.). В возрасте 10 лет Кристи с семьёй вернулась в Эстонскую ССР.
В 1995 году Кая Каллас сдала экзамен на аттестат зрелости. Юридический факультет Тартуского университета окончила в 1999 году со степенью бакалавра в области права, после чего работала адвокатом, специализируясь на европейском и эстонском законодательстве в сфере конкуренции (её право на адвокатскую деятельность истекло в 2011 году). Также с 1996 года профессионально работала в качестве помощника режиссёра театра. В 2007 году она поступила в Эстонскую школу бизнеса, где в 2010 году получила степень EMBA (магистр делового администрирования) в экономике.
Кая Каллас владеет эстонским, английским, русским, финским и французским языками.

## Политическая карьера

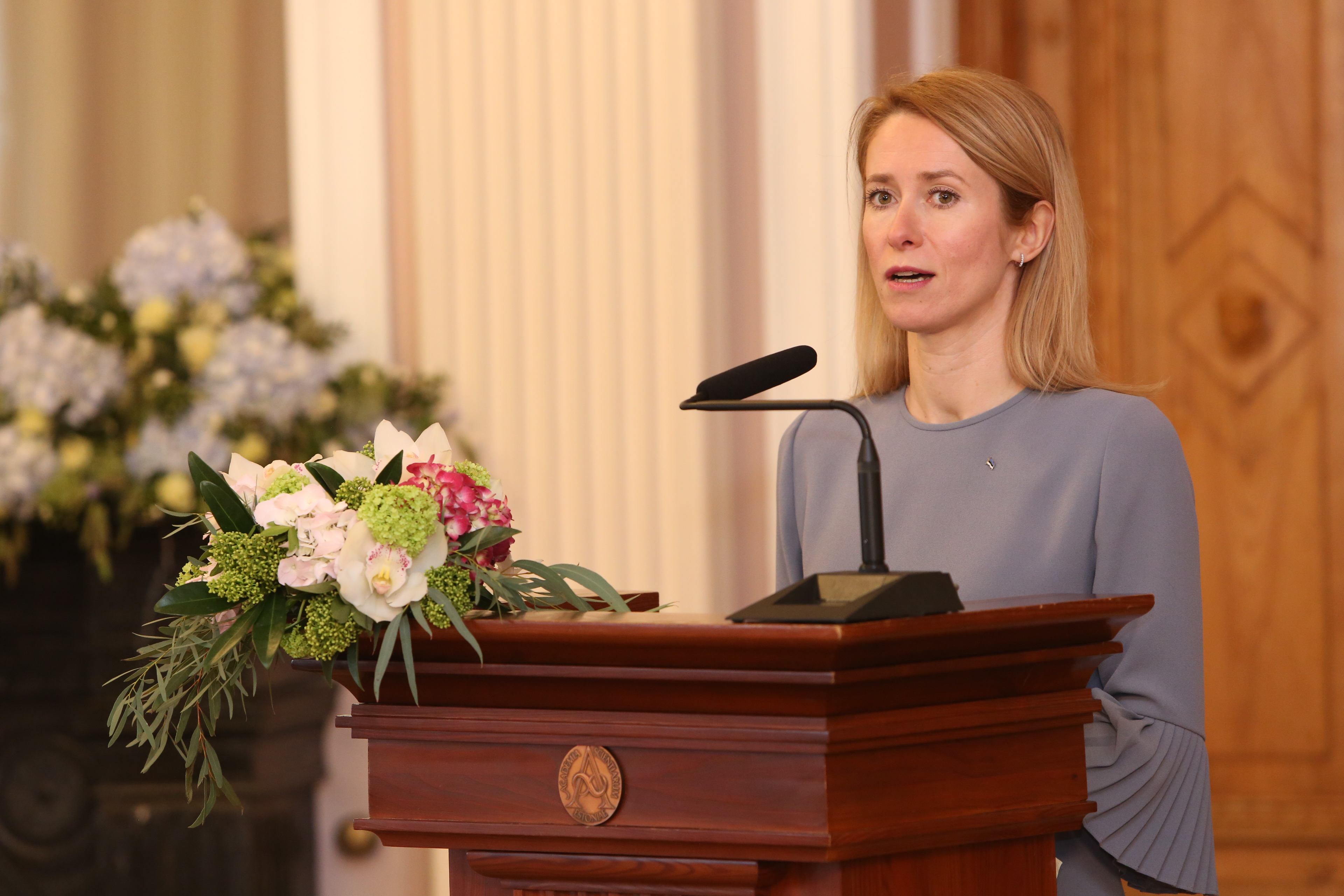
Кая Каллас становится премьер-министром

В 2010 году Каллас присоединилась к Партии реформ Эстонии и в 2011 году была избрана в эстонский парламент (Рийгикогу), получив 7157 голосов. В парламенте Эстонии XII созыва (с 2011 по 2014 год) возглавляла комитет по экономическим вопросам.
На выборах 2014 года Каллас, баллотируясь в Европейский парламент, получила 21 498 голосов. В Европейском парламенте Каллас входила в Комитет по промышленности, исследованиям и энергетике и была запасным членом Комитета по внутреннему рынку и защите прав потребителей. Была заместителем председателя делегации в комитете по парламентскому сотрудничеству ЕС-Украина, а также членом делегации в Парламентской ассамблее «Евронест» и делегации по отношениям с США. В дополнение к этому, Каллас была членом Междепутатской группы Европарламента по цифровой повестке дня и вице-председателем Молодёжной группы.
13 декабря 2017 года председатель Партии реформ Ханно Певкур объявил, что больше не будет баллотироваться на этот пост в январе 2018 года, и предложил, чтобы его место заняла Каллас. 15 декабря она приняла это предложение и согласилась баллотироваться на выборах главы партии. 14 апреля 2018 года Каллас вступила в должность председателя Партии реформ.
На парламентских выборах 3 марта 2019 года вновь получила депутатский мандат, получив 20083 голосов избирателей, что является лучшим результатом среди кандидатов. Партия реформ выиграла выборы с результатом в 28,9 % голосов и получила 34 места в Рийгикогу. 5 апреля президент Эстонии Керсти Кальюлайд предложила Каллас сформировать новое правительство, выдвинув её кандидатуру на пост премьер-министра. При этом партия не смогла сформировать коалицию и право создать правительство перешло Юри Ратасу, который и стал премьер-министром. Партия реформ осталась в оппозиции.
13 января 2021 года, после отставки правительства Юри Ратаса, президент Эстонии Керсти Кальюлайд вновь предложила лидеру Партии реформ Кае Каллас приступить к формированию нового правительства. 14 января президент подписала решение назначить Каллас кандидатом на пост премьер-министра как председателя Партии реформ, получившей наибольшее количество мест в парламенте на выборах в марте 2019 года. 25 января 2021 года Каллас получила поддержку парламента на формирование правительства, получив 70 голосов членов Рийгикогу.

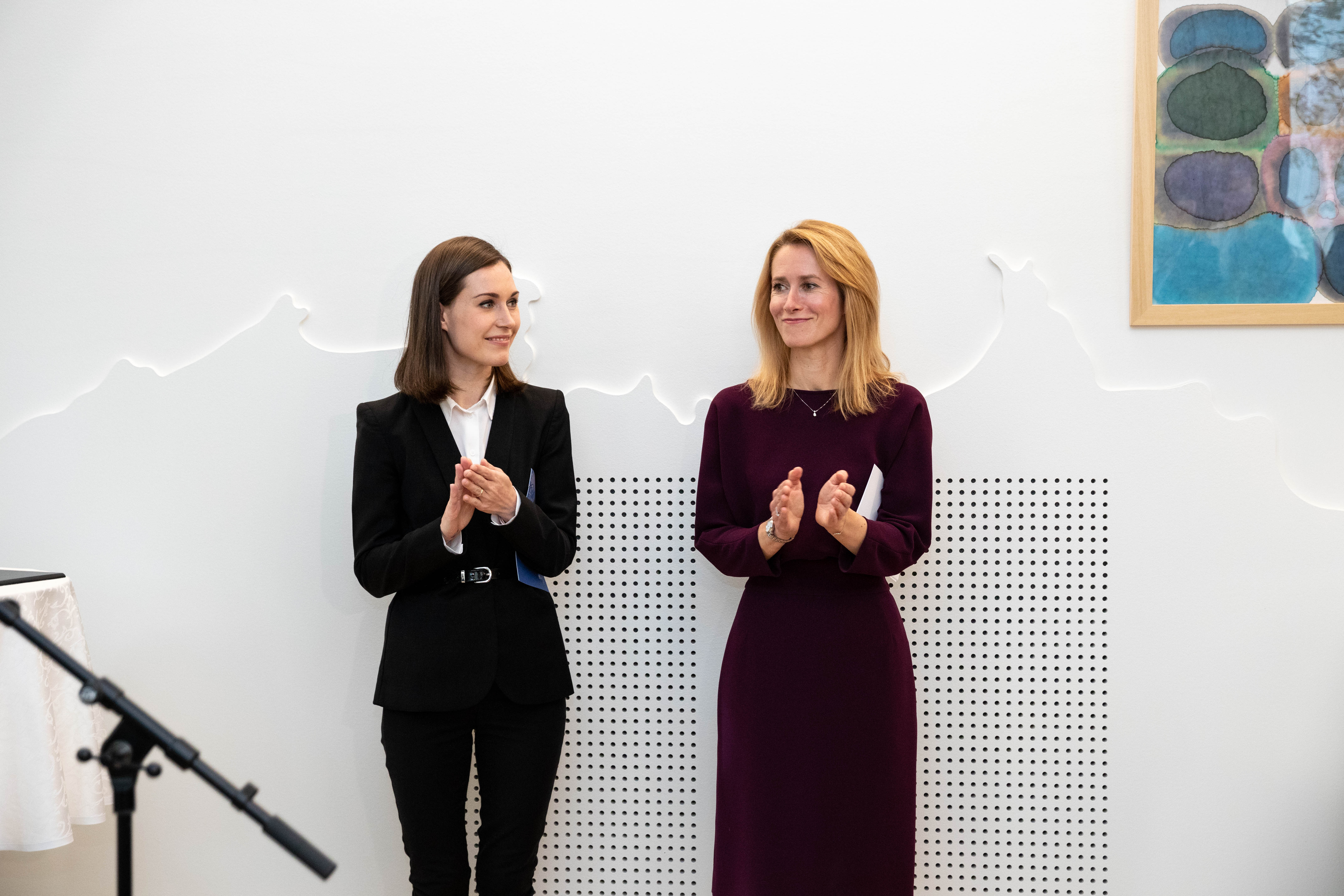
Первая встреча Каи Каллас с премьер-министром Финляндии Санной Марин в Хельсинки в 2021 году

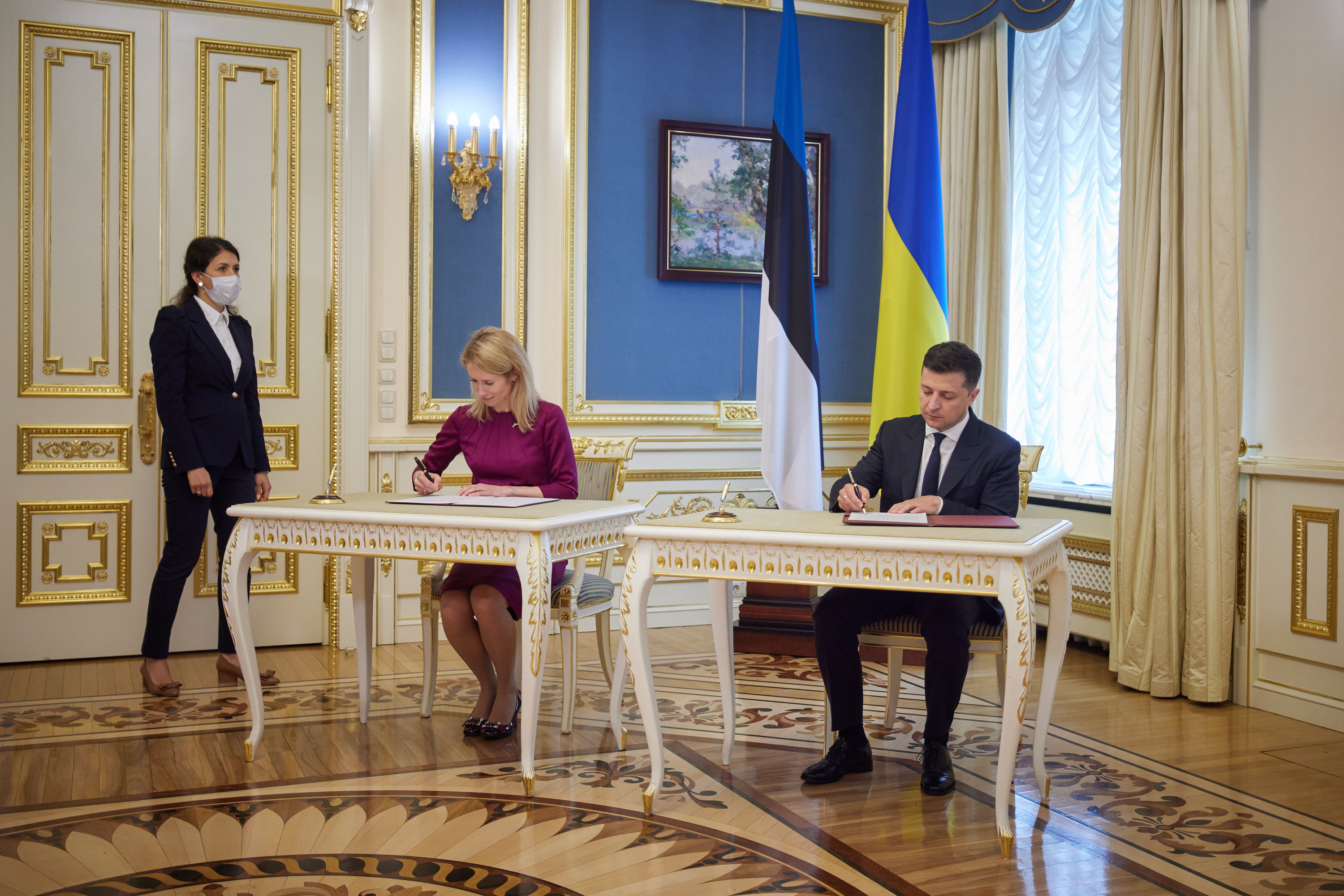
Кая Каллас и Владимир Зеленский. 19 мая 2021

26 января 2021 года стала первой женщиной — премьер-министром Эстонии. 7 из 14 министров в правительстве Каллас — женщины, что является рекордом для Эстонии, а президентом Эстонии на момент вступления правительства в должность также являлась женщина Керсти Кальюлайд.
После того, как 24 февраля 2022 года началось вторжение России на Украину, Эстония, вместе с другими союзниками, ввела в действие статью 4 устава НАТО. Каллас пообещала оказать Украине политическую и материальную поддержку. К апрелю 2022 года Украине было передано 0,8 % ВВП Эстонии на душу населения в военной технике. Каллас получила высокую оценку как в Эстонии, так и за рубежом как ведущий проукраинский голос в войне, а New Statesman назвал её «новой железной леди Европы». Она также решительно поддержала вступление Украины в Европейский Союз, утверждая, что это было «моральным долгом». Параллельно призвала прекратить выдавать россиянам въездные визы, назвав посещение «Европы — привилегией, а не правом человека».

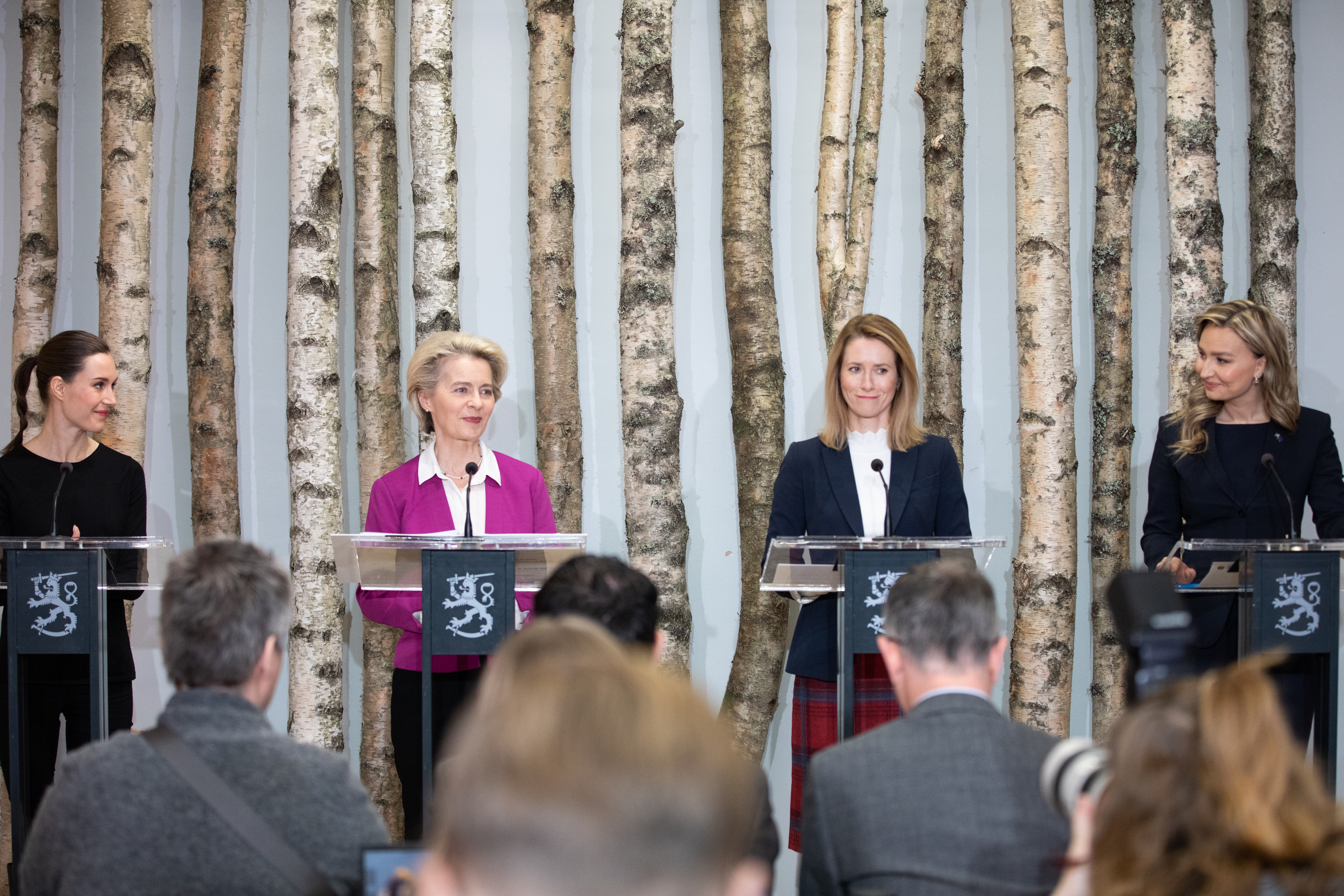
Кая Каллас на встрече глав Северной Европы 24 ноября 2022 года

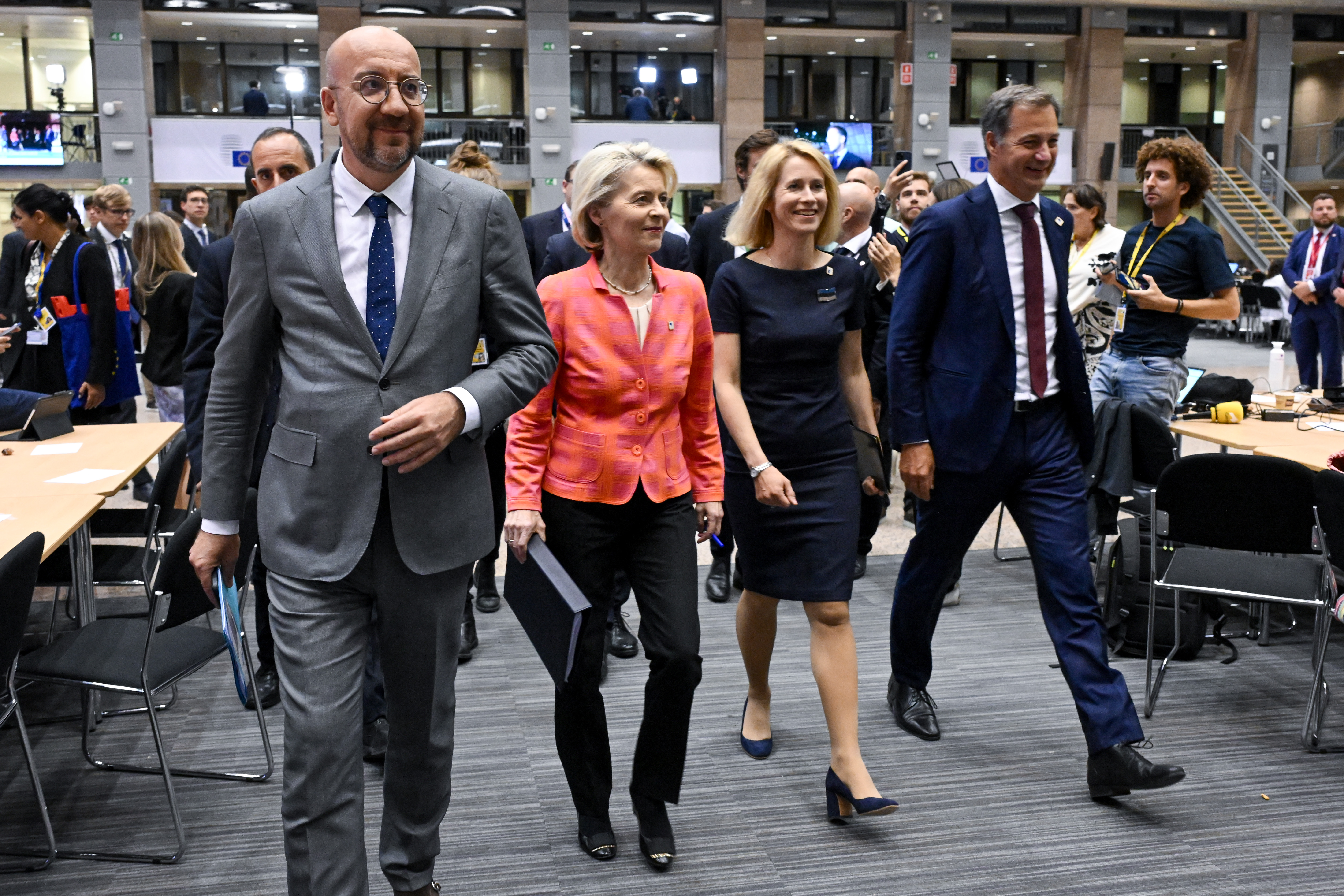
Кая Каллас переходит на работу в Еврокомиссию Урсулы фон дер Ляйен

3 июня 2022 года по предложению Каи Каллас своих постов лишились все представители Центристской партии в нынешнем правительстве. Решением президента Алара Кариса освобождены от должности министр государственного управления Яак Ааб, министр здоровья и труда Танель Кийк, глава МИД Эва-Мария Лийметс, министр экономики и инфраструктуры Таави Аас, глава МВД Кристиан Яани, министр окружающей среды Эрки Сависаар и министр культуры Тийт Терик. Каллас начала создавать новую коалицию. По словам Каллас, она предложила Isamaa и соцдемам начать переговоры о новой коалиции. Официальное приглашение поступило после заседания правления реформистов. 8 июля Каллас объявила о намерении покинуть пост премьер-министра. 14 июля 2022 года Каллас объявила о своём решении уйти в отставку по собственному желанию. Президент Эстонии удовлетворил просьбу Каллас об отставке, но выдвинул кандидатуру Каллас на пост главы в новом коалиционном правительстве.
После парламентских выборов 2023 года сформировала третье правительство в коалиции с социал-демократами и партией «Эстония 200». Правительство высказалось за введение прямого налога на автомобили, а также за принцип брачного равенства, то есть за легализацию однополых браков. Кая Каллас, выступая в Рийгикогу, заявила:
Государство не должно препятствовать желанию людей любить друг друга  и жить вместе, при этом государство должно поддерживать людей правовыми рамками, если это необходимо. Этим мы надеемся положить конец длившейся годы патовой ситуации, внесшей бессмысленный раскол в наше общество. Я искренне надеюсь, что Рийгикогу единодушно поддержит нашу инициативу в этих вопросах.
15 июля 2024 года подала в отставку с поста Премьер-министра Эстонии, после выдвижения её кандидатуры на должность верховного представителя Европейского союза по иностранным делам и политике безопасности. Она оставалась на своём посту до формирования нового правительства 22 июля.

## Критика

### На посту Главы правительства Эстонии
Meduza отмечала критику непоследовательности Каи Каллас, связанную с повышением налогов:
Так как вы не понимаете простых предложений, то читайте по губам — налоги не вырастут. И точка. Что, слишком сложно? Налоги не вырастут. ТочкаКая Каллас, осень 2022 года
Уже весной 2023 года новой коалицией во главе с Каллас было объявлено о повышении налогов. 
Работа Каи Каллас на посту премьер-министра Эстонии оказалась проблемными для экономики страны. 
Три года Каи на посту премьер-министра Эстонии оказались полным провалом. За всю историю страны (даже если считать с 1918 года) Эстония никогда не была на последнем месте по экономическим показателям в Европе, а тем более несколько лет подрядДепутат от оппозиционной Партии центристов Андрей Коробейник
Два года подряд (с 2022) ВВП Эстонии снижался, причем в 2023 году спад был больше, чем в любой другой стране ЕС.

### На посту Верховного представителя ЕС
Немецкая газета Frankfurter Allgemeine Zeitung (FAZ) критикует работу верховного представителя ЕС по иностранным делам Каи Каллас, отмечая её неудачи, включая провал предложения увеличить военную помощь Украине до 40 млрд евро из-за сопротивления нескольких стран. Также вызывают недовольство её кадровые решения в Европейской службе внешних связей, которые спровоцировали конфликты и изоляцию её кабинета. Кроме того, FAZ отмечает сложности с позицией ЕС по участию в мирных переговорах между Россией и Украиной.

### Бизнес мужа в России
Оппозиция делает свою работу. Естественно, они почуяли запах крови. Сразу же повыскакивали шакалы. Я в самом деле не знаю, какие непосредственно ко мне упреки и в чем меня обвиняют. Я не сделала ничего неправильного. Мой супруг не сделал ничего неправильного.
В конце августа 2023 года государственный портал ERR опубликовал расследование, согласно которому муж Кайи Каллас был связан с фирмой, которая, в свою очередь, связана с бизнесом в России (данный эпизод также известен «как скандал с перевозками на восточном направлении»). Холдинговая фирма её супруга Арво Халлика Novaria Consult владела 24,8 % акций Stark Logistics AS и 30 % Stark Warehousing OÜ. При этом в 2022 году Каллас вложила в фирму 350 тыс. евро.
С начала вторжения на Украину объём продаж компании Metaprint в России составил почти 30 миллионов евро. С февраля 2022-го по август 2023 года Stark Logistics заработала около 1,5 млн евро на поставках в Россию, всего перевезя товаров на 29,8 млн евро.
На волне скандала Арво Халлик объявил, что намерен избавиться от всех акций Stark Logistics и уйти из совета фирмы и с должности финансового менеджера. Но он по-прежнему связан со вторым предприятием холдинга — Stark Warehousing OÜ.
28 августа Каллас извинилась за то, что фирма её мужа работает в России:
Прежде всего, хочу сказать, что мне очень жаль, что такая ситуация вообще возникла. Я, безусловно, приношу извинения всем, кого это задело, но я отвечаю за те моральные оценки, которые давала. Я по-прежнему считаю, что действовать в России или поддерживать отношения с Россией в ситуации, когда идет полномасштабная война, неправильно с моральной точки зрения. Это нужно прекратить, и я призываю все эстонские предприятия сделать это. Эта моя позиция не изменилась
Президент Алар Карис заявил, что предпочёл бы отставку премьер-министра Каи Каллас из-за бизнеса в России:
Я предпочёл бы, чтобы премьер-министр ушла в отставку в самом начале этой цепочки событий, приведших к серьёзному кризису. Это сберегло бы её саму, её близких, работоспособность правительства и доверие к тем сообщениям, что посылает Эстония. Но каждый в такой ситуации делает свой выбор, сам оценивая серьезность моральной проблемыАлар Карис

## Уголовное преследование в России

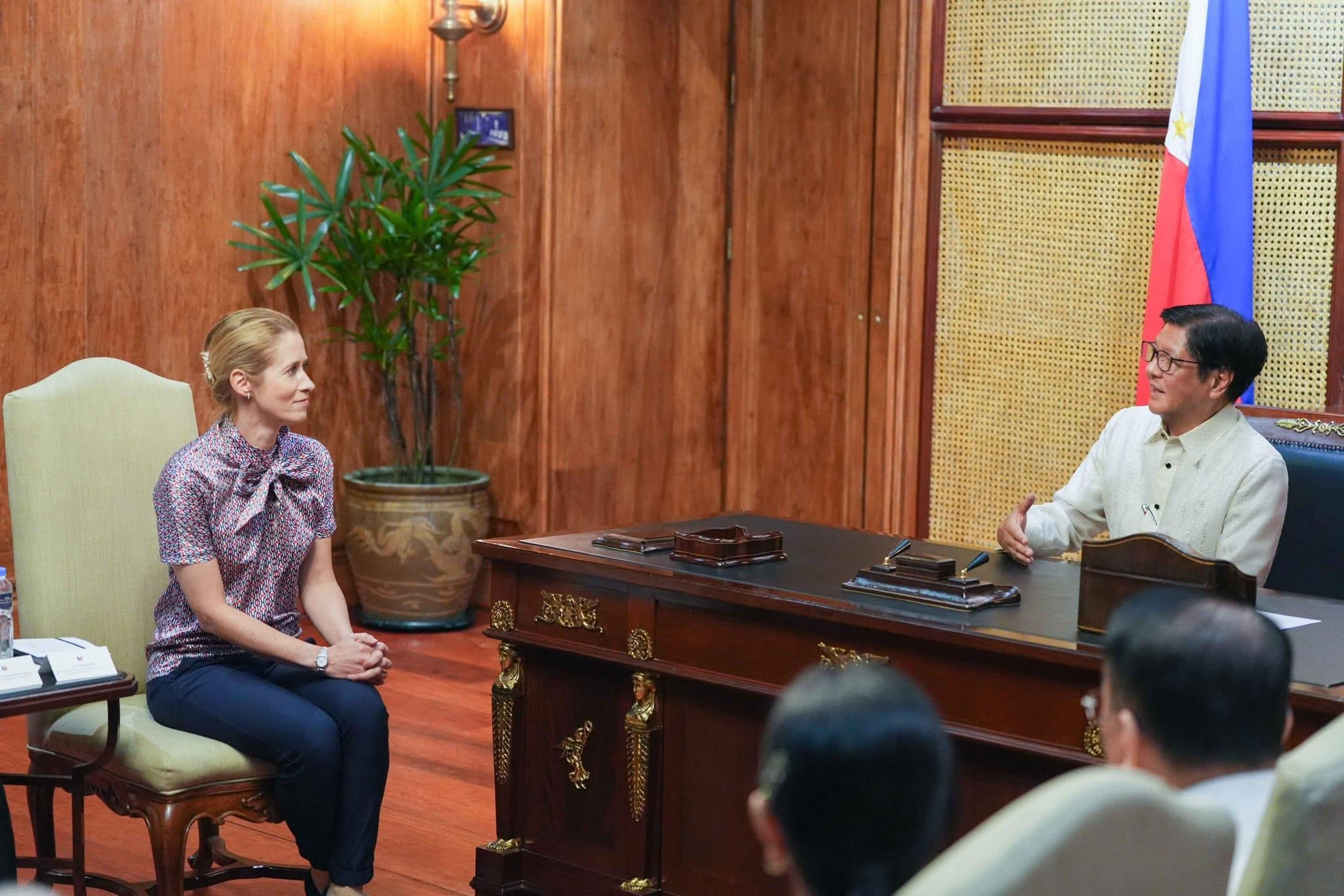
Каллас на встрече с президентом Филиппин Бонгбонгом Маркосом в Маниле в 2025 году

В феврале 2024 года российское издание «Медиазона» обнаружило карточку политика в базе розыска МВД РФ. Позднее, на брифинге пресс-секретарь президента РФ Дмитрий Песков заявил, что премьер-министр Эстонии была объявлена в розыск из-за «надругательства над исторической памятью и враждебности к России» (из-за поддержки демонтажа советских памятников).

## Личная жизнь
В 2002—2006 гг. была замужем за Роометом Лейгером, сотрудником Эстонской морской академии. В 2011—2014 гг. её спутником был Таави Вескимяги, министр финансов Эстонии в 2003—2005 гг. В 2011 году у них родился сын Стен. В сентябре 2018 года вышла замуж за банкира Арво Халлика (эст. Arvo Hallik).
В детстве танцевала в ансамбле народного танца «Sõleke». Увлекается спортом (лыжи, ролики, гольф). С 2006 года является членом Эстонского гольф-клуба. 
Является членом Клуба магистров в университете «Эстонская бизнес-школа» (Estonian Business School).

## Награды
- Большой крест Национального ордена Звезды Румынии (2021, Румыния)[48]
- Орден князя Ярослава Мудрого II степени (24 апреля 2023, Украина) — за выдающиеся личные заслуги по укреплению украинско-эстонского межгосударственного сотрудничества, поддержку государственного суверенитета и территориальной целостности Украины[49][50]
- Командорский Большой крест королевского ордена Полярной звезды (2023, Швеция)[51]
- Крест «За заслуги» I класса (2024, Министерство иностранных дел Эстонии)[52]
- Кавалер ордена Государственного герба 2 класса (5 февраля 2025, Эстония)[53][54][55]